# 桑迪·希契科克
桑迪·希契科克（英語：Sandy Hitchcock，1972年5月25日—），旧姓本内特（Bennett），新西兰女子曲棍球运动员。她曾代表新西兰参加1998年英联邦运动会曲棍球比赛，获得一枚铜牌。她也曾参加2000年夏季奥林匹克运动会。